# Kanton Orchies (bis 2015)
Der Kanton Orchies war ein französischer Wahlkreis im Arrondissement Douai, im Département Nord und in der Region Nord-Pas-de-Calais. Sein Hauptort war Orchies. Vertreter im Generalrat des Departements war seit 1994 Jean-Luc Detavernier (DVD).

## Gemeinden
Der Kanton bestand aus neun Gemeinden:
| Gemeinde          | Einwohner Jahr | Fläche km² | Bevölkerungsdichte | Code INSEE | Postleitzahl |
| ----------------- | -------------- | ---------- | ------------------ | ---------- | ------------ |
| Aix               | 1.122 (2013)   | 6,55       | 171 Einw./km²      | 59004      | 59310        |
| Auchy-lez-Orchies | 1.517 (2013)   | 7,79       | 195 Einw./km²      | 59029      | 59310        |
| Beuvry-la-Forêt   | 2.746 (2013)   | 12,52      | 219 Einw./km²      | 59080      | 59310        |
| Coutiches         | 2.867 (2013)   | 16,34      | 175 Einw./km²      | 59158      | 59310        |
| Faumont           | 2.135 (2013)   | 9,58       | 223 Einw./km²      | 59222      | 59310        |
| Landas            | 2.394 (2013)   | 11,95      | 200 Einw./km²      | 59330      | 59310        |
| Nomain            | 2.473 (2013)   | 19,11      | 129 Einw./km²      | 59435      | 59310        |
| Orchies           | 8.284 (2013)   | 10,92      | 759 Einw./km²      | 59449      | 59310        |
| Saméon            | 1.562 (2013)   | 8,82       | 177 Einw./km²      | 59551      | 59310        |